# لآنغفآيلر فآلد
بَلْدَة لَآنْغٌڤَآيلِر ڤَآلِد (بالأَلمانِيَّة: Gemeindefreies Langweiler Wald) هي بَلدَة أَلمانِيَّة حُرَّة في مِنطَقَة بَايِرويت التَّابِعة لِمُحافظة فرانكُونيا العُليا في وِلاَية باڤارِيا في جُمهُوريَّة أَلمَانيَا الاِتّحاديّة بمِساحة تُقَدَّر بحَوالَي 5 كم2.

## مَراجع
1. ↑  "معلومات عن لآنغفآيلر فآلد على موقع openstreetmap.org". openstreetmap.org. مؤرشف من الأصل في 2017-08-21.